# Peter Fleming
Robert Peter Fleming (Londra, 31 maggio 1907 – Glencoe, 18 agosto 1971) è stato uno scrittore, giornalista e militare britannico.
Fu insignito dell'onorificenza di Ufficiale dell'Ordine dell'Impero Britannico (OBE, Officer of the Order of the British Empire) nel 1945 per meriti militari.

## Biografia
Peter Fleming fu uno dei quattro figli dell'avvocato, e membro del parlamento, Valentine Fleming, perito in battaglia nel 1917, durante la prima guerra mondiale. Ian Fleming, fratello minore di Peter, è l'autore dei romanzi di James Bond.
Peter Fleming studiò presso l'Eton College e poi alla Christ Church di Oxford. Mentre era a Eton, fu il direttore dell'Eton College Chronicle; e il Peter Fleming Owl (sinonimo di "Strix", lo pseudonimo con cui si firmò in seguito al periodico The Spectator, dove lavorò come critico cinematografico) viene ancora assegnato ogni anno al miglior collaboratore del Chronicle.
Nell'aprile del 1932, rispondendo a un annuncio del Times, di cui fu anche inviato speciale, prese parte a una spedizione in Brasile alla ricerca del colonnello Percy Fawcett. Spedizione che si concluse in un insuccesso nel novembre dello stesso anno. Su quel viaggio pubblicò Brazilian Adventure. In questo libro, oltre a descrivere il suo viaggio, riflette sul genere della narrativa di viaggio, sui tic degli esploratori producendo una parodia dell'eroe imperialista. Questo modo di scrivere diviene molto raffinato, tanto da dar vita ad un genere a sé: la "meta-non-fiction". Il libro, uscito nel 1933, ha avuto un ruolo nell'immaginario che allora si andava formando nelle platee europee riguardo al sud del mondo, un mondo misterioso selvaggio e languido.  
Nel febbraio del 1935 affrontò, assieme ad Ella Maillart, una traversata di sette mesi della Cina, da Pechino verso il Kashmir, attraverso i deserti dell'Asia centrale (a quel tempo era già un agente dell'MI6). Dopo quel viaggio, nel 1936, avrebbe pubblicato News from Tartary e One's Company; ed Ella Maillart Oasi proibite nel 1937.
Nel 1935, sposò l'attrice Celia Johnson (1908–1982), nota per aver interpretato il film Breve incontro.
Durante la seconda guerra mondiale fece parte del corpo dei granatieri; in seguito, assieme al fratello Ian, fu incaricato dal generale di divisione Colin Gubbins di costituire le unità ausiliarie: un esercito segreto di volontari civili che avrebbe combattuto dietro le linee nemiche nell'ambito dei piani anti-invasione britannici. Prestò poi servizio in Norvegia e in Grecia; il suo ruolo principale, comunque, dal 1942 alla fine della guerra fu alla guida della "D Division," incaricata di operazioni militari nel sud-est asiatico.
Dopo la guerra, Peter Fleming si ritirò in campagna a Nettlebed, nell'Oxfordshire, nel cui cimitero è stato sepolto. Morì accidentalmente durante una battuta di caccia vicino a Glencoe nella contea di Argyll, in Scozia.

## Opere
Fleming è stato inviato speciale per The Times; e (con lo pseudonimo "Strix") saggista per The Spectator; ha scritto una serie di libri sui suoi viaggi intorno al mondo.
- 1933 Brazilian Adventure (Esplorazione della giungla brasiliana alla ricerca dello scomparso colonnello Percy Fawcett) - edizione italiana Avventura brasiliana, Longanesi, 1950 (nuove edizione, Nutrimenti, 2013)
- 1934 One's Company: A Journey to China in 1933 — (Viaggio attraverso la Manciuria).  Poi ristampato assieme a Travels in Tartary.
- 1936 News from Tartary: A Journey from Peking to Kashmir — (Viaggio da Pechino a Srinagar attraverso lo Xinjiang in compagnia della scrittrice Ella Maillart, Kini). Poi ripubblicato assieme a Travels in Tartary.
- 1940 The Flying Visit — (Romanzo umoristico su un involontario viaggio di Adolf Hitler in Gran Bretagna). Illustrato da David Low.
- 1942 A Story to Tell: And Other Tales — (Raccolta di racconti brevi).
- 1952 The Sixth Column: A Singular Tale of Our Times
- 1952 A Forgotten Journey — (Diario che Fleming tenne durante il viaggio attraverso la Russia e la Manciuria nel 1934).
- 1955 Tibetan Marches - (Traduzione dal francese di Caravane vers Bouddha di André Migot)
- 1956 My Aunt's Rhinoceros: And Other Reflections — (Raccolta di saggi scritti per The Spectator).
- 1957 Operation Sea Lion — (Relazione sull'Operazione Seelöwe del 1940).
- 1957 Invasion 1940 — (Relazione sui piani anti-invasione britannici durante la seconda guerra mondiale).
- 1957 With the Guards to Mexico: And Other Excursions — (Raccolta di saggi scritti per The Spectator).
- 1958 The Gower Street Poltergeist — (Raccolta di saggi scritti per The Spectator).
- 1959 The Siege at Peking (Relazione sulla Ribellione dei Boxer e l'assedio di Pechino) - edizione italiana La rivolta dei Boxers, Dall'Oglio, 1965
- 1961 Bayonets to Lhasa: The First Full Account of the British Invasion of Tibet in 1904 - edizione italiana Baionette su Lhasa, Edizioni Settecolori, Milano, 2021
- 1961 Goodbye to the Bombay Bowler — (Raccolta di saggi scritti per The Spectator).
- 1963 The Fate of Admiral Kolchak — (Indagine su Aleksandr Vasil'evič Kolčak comandante dell'Armata Bianca che tentò di salvare la famiglia imperiale russa nel 1918).